# Атила Йожеф (награда)
„Атила Йожеф“ е литературна награда в Унгария, основана от Министерския съвет през 1950 г., присъждана за изключителна литературна дейност. Това е една от най-престижните награди в унгарската литература.

## История
Наградата „Атила Йожеф“ заема мястото на наградата „Баумгартен“ след закриването на Фондация Баумгартен. Отначало се присъжда в три степени; тази практика е прекратена през 1977 г., когато унифицират сумите на наградите за изкуство. Наградата „Атила Йожеф е възстановена през 1992 г.; настоящият ред на присъждането се регламентира чрез наредба на Министерството на националното културно наследство от 1999 година.
От 1950 до 1990 г. наградата се раздава на 4 април, след това датата се променя на 15 март. До 1992 г. обикновено биват награждавани осем души, между 1992 и 2000 г. наградата се присъжда на десет души, между 2001 и 2012 г. – на тринадесет, от 2013 г. е най-много на седем души годишно, а от 2017 г. се награждават най-много осем творци. Награденият получава почетна диплома, парична награда и бронзов плакет. До 1992 г. плакетът представлява медал с диаметър седемдесет и пет милиметра и с изображения от двете страни, лицевата страна представлява десния профил на Атила Йожеф с надпис „АТИЛА ЙОЖЕФ 1905 – 1937“, а на задната страна се чете надпис „НАГРАДА АТИЛА ЙОЖЕФ“.

## Носители на наградата, издавани и на български език
- Магда Сабо (1959, 1972)
- Дьорд Шпиро
- Ласло Над (1950)[1]
- Михай Золтан Над (2005)[2]
- Дьорд Петри[3]
- Жужа Бенеи[4]
- Габор Гьоргеи (1980)
- Дьорд Сонди (2015)